# Małka Zdrojewicz
Małka Zdrojewicz (hébreu : מלכה זדרויביץ, épouse Hornstein הורנשטיין) est une juive polonaise résistante au nazisme. Lors du soulèvement du ghetto de Varsovie en avril-mai 1943, elle appartient à l'Organisation juive de combat.

## Biographie
Avec les sœurs Bluma et Rachela Wyszogrodzki, elle travaille dans un atelier souterrain dans le quartier de l'usine de brosses, où sont fabriqués des grenades et des engins explosifs. Elle rapporte plus tard qu'elle et d'autres jeunes femmes faisaient de la contrebande d'armes dans le ghetto par le réseau d'égouts. Lors de la distribution de pain organisée par les insurgés, Hersz Lent lui parle. Il lui donne un revolver et lui montre comment l'utiliser. Pendant les combats, ils lancent des cocktails Molotov sur les occupants allemands. Finalement, ils trouvent refuge dans le sous-sol d'un bâtiment où se trouve une cachette d'armes et sont faits prisonniers par des SS.
Zdrojewicz et les sœurs Wyszogrodzki sont passés à tabac et amenées à un peloton d'exécution. Soudain, selon son rapport, elle est frappée violemment à la tête et on entend des coups de feu en même temps. Bluma Wyszogrodzki meurt à l'instant. Rachela Wyszogrodzki et Zdrojewicz ainsi que d'autres prisonniers sont conduits à l'Umschlagplatz et plus tard déportés au camp de Majdanek. Rachela Wyszogrodzki est assassinée dans le camp d'Auschwitz.
Małka Zdrojewicz survit au camp d'extermination et émigre en Palestine mandataire en 1946. 75% de ses blessures viennent de son séjour en prison et dans les camps de concentration. Elle se marie et prend le nom de Hor(e)nstein ; le couple a quatre enfants.